# Trinidad en Tobago van A tot Z

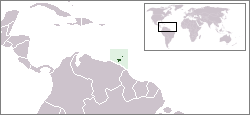
Locatie van Trinidad en Tobago

## A
Akeem Adams -
Angostura bitters -
Antipaluria urichi -
Arima -
Atlantic LNG -
Ato Boldon Stadium

## B
Melville Baird -
Lennox Ballah -
Kelly-Ann Baptiste -
Sheldon Bateau -
Christopher Birchall -
Blauwkeelgoean -
Ato Boldon -
George Bovell -
Darrel Brown -
Buffalypso -
Marc Burns

## C
Emmanuel Callender -
Calypso -
Calypso Rose - 
Canaima arima -
Caraïbisch-Hindoestani -
Cariben (volk) -
Hendrik Carloff -
Anthony Carmona -
Machel Cedenio -
Chaguanas -
Chaguaramas -
Chorisembia howdeni -
CONCACAF-kampioenschap 1971 -
CONCACAF-kampioenschap voetbal onder 20 - 2001 -
Coryssocnemis aripo -
Coryssocnemis simla -
Couva - Tabaquite - Talparo -
Ian Cox -
Hasely Crawford

## D
Steve David -
Defence Force -
Diego Martin

## E
Eerste Slag bij Tobago -
Emperor Valley Zoo

## F
Forged from the Love of Liberty -
Fufius antillensis

## G
Levi Garcia -
Kevan George -
Golf van Paria -
Compton Gonsalves -
Lalonde Gordon -
Gouden Kruis van de drie-eenheid van de Orde van de drie-eenheid

## H
Hasely Crawfordstadion -
Noor Hassanali -
Shaka Hislop -
Gavin Hoyte -
Justin Hoyte -
Karl Hudson-Phillips -
Khaleem Hyland

## I
Interlands voetbalelftal van Trinidad en Tobago 2010-2019

## J
Joe Public FC -
Stern John -
Joevin Jones -
Kenwyne Jones -
Keston Julien

## K
Katholieke Kerk in Trinidad en Tobago -
Katie Kissoon -
Kruis van de Drievuldigheid

## L
Lady McLeod (postzegel) -
Brian Lara -
Larry Gomesstadion -
Dennis Lawrence -
Deon Lendore -
Lijst van spelers van het voetbalelftal van Trinidad en Tobago -
Lijst van staatshoofden van Trinidad en Tobago -
Lijst van voetbalinterlands Anguilla - Trinidad en Tobago -
Lijst van voetbalinterlands Antigua en Barbuda - Trinidad en Tobago -
Lijst van voetbalinterlands Argentinië - Trinidad en Tobago -
Lijst van voetbalinterlands Azerbeidzjan - Trinidad en Tobago -
Lijst van voetbalinterlands Bahrein - Trinidad en Tobago -
Lijst van voetbalinterlands Barbados - Trinidad en Tobago -
Lijst van voetbalinterlands Belize - Trinidad en Tobago -
Lijst van voetbalinterlands Bermuda - Trinidad en Tobago -
Lijst van voetbalinterlands Botswana - Trinidad en Tobago -
Lijst van voetbalinterlands Britse Maagdeneilanden - Trinidad en Tobago -
Lijst van voetbalinterlands Canada - Trinidad en Tobago -
Lijst van voetbalinterlands Chili - Trinidad en Tobago -
Lijst van voetbalinterlands China - Trinidad en Tobago -
Lijst van voetbalinterlands Colombia - Trinidad en Tobago -
Lijst van voetbalinterlands Costa Rica - Trinidad en Tobago -
Lijst van voetbalinterlands Cuba - Trinidad en Tobago -
Lijst van voetbalinterlands Curaçao - Trinidad en Tobago -
Lijst van voetbalinterlands Dominica - Trinidad en Tobago -
Lijst van voetbalinterlands Dominicaanse Republiek - Trinidad en Tobago -
Lijst van voetbalinterlands Trinidad en Tobago - Tsjechië -
Lijst van voetbalinterlands Trinidad en Tobago - Uruguay -
Lijst van voetbalinterlands Trinidad en Tobago - Venezuela -
Lijst van voetbalinterlands Trinidad en Tobago - Verenigde Arabische Emiraten -
Lijst van voetbalinterlands Trinidad en Tobago - Verenigde Staten -
Lijst van voetbalinterlands Trinidad en Tobago - Wales -
Lijst van voetbalinterlands Trinidad en Tobago - Zuid-Afrika -
Lijst van voetbalinterlands Trinidad en Tobago - Zuid-Korea -
Lijst van voetbalinterlands Trinidad en Tobago - Zweden -
Hollis Liverpool -
Josanne Lucas -
Anthony Lucky

## M
Mac & Katie Kissoon -
Patrick Manning -
Mannophryne olmonae -
Manny Ramjohnstadion -
Mecolaesthus arima -
Mighty Sparrow -
Nicki Minaj -
Peter Minshall -
Ronald Monsegue

## N
V.S. Naipaul -
Nieuw-Koerland -
Nieuw Koninkrijk Granada - 
Nieuw Walcheren

## O
Billy Ocean -
Onderkoninkrijk Nieuw-Granada -
Orde van de Republiek Trinidad en Tobago -
Orde van het Britse Rijk -
Orde van Sint-Michaël en Sint-George -
ISO 3166-2:TT -
Otiothops intortus

## P
Desevio Payne -
Penal - Debe -
Kamla Persad-Bissessar
Pitch Lake -
Point Fortin -
Port of Spain -
Princes Town -
Proechimys trinitatus

## Q
Queen's Park Oval -
Renny Quow

## R
Resolutie 175 Veiligheidsraad Verenigde Naties -
George Maxwell Richards -
Ridderorden in Trinidad en Tobago -
Rio Claro - Mayaro -
Darryl Roberts -
Arthur Robinson -
Cameron Roget -
Edmundo Ros -
Jimmy Ross

## S
San Fernando ·
Sangre Grande ·
San Juan Jabloteh ·
San Juan - Laventille · 
Saussurembia calypso · 
Scarborough · 
Schizembia callani · 
Selenops willinki · 
Siparia · 
Edwin Skinner · 
Silvio Spann · 
Slag om de Caraïbische Zee ·
Soca ·
Rondel Sorrillo ·
Steeldrum

## T
Richard Thompson -
Tobago -
Trinidad (eiland) - 
Trinidad en Tobago -
Trinidad en Tobago (1962-1976) -
Trinidad en Tobagodollar -
Trinidad en Tobago op de Olympische Jeugdzomerspelen 2010 -
Trinidad en Tobago op de Olympische Spelen -
Trinidad en Tobago op de Olympische Winterspelen 1994/1998/2002 -
Trinidad en Tobago op de Olympische Zomerspelen 1948/1952/1956/1964/1968/1972/1976/2004/2012/2016  -
Trinidad en Tobago op de Paralympische Spelen -
Trinidad en Tobago op het wereldkampioenschap voetbal 2006 -
Trinidadmotmot -
TT Pro League -
Tunapuna - Piarco

## U
University of the West Indies

## V
Vlag van Trinidad en Tobago -
Voetbalbond van Trinidad en Tobago -
Voetbalelftal van Trinidad en Tobago

## W
Keshorn Walcott -
Wapen van Trinidad en Tobago -
W Connection -
Paula-Mae Weekes -
Wereldkampioenschap cricket 2007 -
Wereldkampioenschap voetbal 2006 (Groep B) Engeland - Trinidad en Tobago -
Wereldkampioenschap voetbal 2006 (Groep B) Paraguay - Trinidad en Tobago -
Wereldkampioenschap voetbal 2006 (Groep B) Trinidad en Tobago - Zweden -
Wereldkampioenschap voetbal onder 17 - 2001 -
Wereldkampioenschap voetbal vrouwen onder 17 - 2010 -
West-Indische Federatie op de Olympische Zomerspelen 1960 -
Eric Williams

## Y
Dwight Yorke